# توسعه نفت عمان
توسعه نفت عمان (به انگلیسی: Petroleum Development Oman) شرکت نفت و گاز عمان است، که بزرگترین شرکت در حوزه اکتشاف و تولید نفت خام و گاز طبیعی، در این کشور محسوب می‌شود. این شرکت ابتدا در سال ۱۹۵۶ با مشارکت شرکت‌های رویال داچ شل و شرکت نفت ایران و انگلیس راه‌اندازی شد و در سال ۱۹۶۷ به صورت رسمی ثبت گردید.
شرکت توسعه نفت عمان بیش از ۹۰٪ درصد نفت خام مورد نیاز این کشور را تولید می‌کند، همچنین، عرضه کلیه مایحتاج گاز طبیعی کشور عمان را، به خود اختصاص داده است. دولت عمان با در اختیار داشتن ۶۰٪ درصد از سهام این شرکت،  بزرگترین سهامدار آن بشمار می‌آید، کمپانی رویال داچ شل؛ ۳۴٪ درصد و شرکت فرانسوی توتال نیز مالک ۴٪ درصد از سهام شرکت توسعه نفت عمان می‌باشد.